# Giovanni Cantacuzeno (despota)
Giovanni Cantacuzeno in greco Ἱωάννης Καντακουζηνός? (intorno al 1342 – dopo il 1380) è stato un principe bizantino.
Giovanni è una personaggio oscuro. Nato nel 1342 circa, era il figlio maggiore di Matteo Cantacuzeno, co-imperatore dell'Impero bizantino nel 1353-1357, e di Irene Paleologa. All'abdicazione di Matteo dal trono, nel dicembre 1357, Giovanni V Paleologo, ormai unico imperatore, elevò Giovanni al supremo titolo di corte di despota.
Di Giovanni Cantacuzeno si sa poco in seguito: nel 1361 si recò in Morea, dove è nuovamente ricordato, intorno al 1380, come donatore di un'icona della Theotokos, ora nella chiesa di San Samuele a Venezia.
Potrebbe essere il padre di Teodoro Cantacuzeno, ambasciatore bizantino in Francia e a Venezia.

## Ascendenza
|                                             |                                            |                                            | Genitori                                    |  |  | Nonni |  |  | Bisnonni                              |  |  | Trisnonni |  |
|                                             |                                            |                                            |                                             |  |  |       |  |  | Michele Cantacuzeno, despota di Morea |  |  | …         |  |
|                                             |                                            |                                            |                                             |  |  |       |  |  | Michele Cantacuzeno, despota di Morea |  |  | …         |  |
|                                             |                                            | …                                          |                                             |  |  |       |  |  | Michele Cantacuzeno, despota di Morea |  |  |           |  |
| Giovanni VI Cantacuzeno, basileus dei Romei |                                            |                                            |                                             |  |  |       |  |  | Michele Cantacuzeno, despota di Morea |  |  |           |  |
|                                             |                                            | Teodora Paleologa Cantacuzena Angela       | …                                           |  |  |       |  |  |                                       |  |  |           |  |
|                                             |                                            | Teodora Paleologa Cantacuzena Angela       | …                                           |  |  |       |  |  |                                       |  |  |           |  |
|                                             |                                            | Teodora Paleologa Cantacuzena Angela       | …                                           |  |  |       |  |  |                                       |  |  |           |  |
| Matteo Cantacuzeno, despota di Morea        |                                            | Teodora Paleologa Cantacuzena Angela       |                                             |  |  |       |  |  |                                       |  |  |           |  |
|                                             |                                            | Andronico Asen                             | Ivan Asen III, zar di Bulgaria              |  |  |       |  |  |                                       |  |  |           |  |
|                                             |                                            | Andronico Asen                             | Ivan Asen III, zar di Bulgaria              |  |  |       |  |  |                                       |  |  |           |  |
|                                             |                                            | Andronico Asen                             | Irene Paleologina                           |  |  |       |  |  |                                       |  |  |           |  |
| Irene Asanina                               |                                            | Andronico Asen                             |                                             |  |  |       |  |  |                                       |  |  |           |  |
|                                             |                                            | N. Tarchanaiotissa                         | Michele Ducas Glabas Tarchaneiotes          |  |  |       |  |  |                                       |  |  |           |  |
|                                             |                                            | N. Tarchanaiotissa                         | Michele Ducas Glabas Tarchaneiotes          |  |  |       |  |  |                                       |  |  |           |  |
|                                             |                                            | N. Tarchanaiotissa                         | Maria Ducaina Comnena Palaiologina Branaina |  |  |       |  |  |                                       |  |  |           |  |
| Giovanni Cantacuzeno                        |                                            | N. Tarchanaiotissa                         |                                             |  |  |       |  |  |                                       |  |  |           |  |
|                                             | Andronico II Paleologo, basileus dei Romei | Michele VIII Paleologo, basileus dei Romei |                                             |  |  |       |  |  |                                       |  |  |           |  |
|                                             | Andronico II Paleologo, basileus dei Romei | Michele VIII Paleologo, basileus dei Romei |                                             |  |  |       |  |  |                                       |  |  |           |  |
|                                             | Andronico II Paleologo, basileus dei Romei | Teodora Ducas Vatatzina                    |                                             |  |  |       |  |  |                                       |  |  |           |  |
| Demetrio Paleologo                          | Andronico II Paleologo, basileus dei Romei |                                            |                                             |  |  |       |  |  |                                       |  |  |           |  |
|                                             |                                            | Violante di Monferrato                     | Guglielmo VII,, marchese del Monferrato     |  |  |       |  |  |                                       |  |  |           |  |
|                                             |                                            | Violante di Monferrato                     | Guglielmo VII,, marchese del Monferrato     |  |  |       |  |  |                                       |  |  |           |  |
|                                             |                                            | Violante di Monferrato                     | Beatrice di Castiglia                       |  |  |       |  |  |                                       |  |  |           |  |
| Irene Paleologa                             |                                            | Violante di Monferrato                     |                                             |  |  |       |  |  |                                       |  |  |           |  |
|                                             |                                            | …                                          | …                                           |  |  |       |  |  |                                       |  |  |           |  |
|                                             |                                            | …                                          | …                                           |  |  |       |  |  |                                       |  |  |           |  |
|                                             |                                            | …                                          | …                                           |  |  |       |  |  |                                       |  |  |           |  |
| Teodora Comnena                             |                                            | …                                          |                                             |  |  |       |  |  |                                       |  |  |           |  |
|                                             |                                            | …                                          | …                                           |  |  |       |  |  |                                       |  |  |           |  |
|                                             |                                            | …                                          | …                                           |  |  |       |  |  |                                       |  |  |           |  |
|                                             |                                            | …                                          | …                                           |  |  |       |  |  |                                       |  |  |           |  |
|                                             |                                            | …                                          |                                             |  |  |       |  |  |                                       |  |  |           |  |